# Mairie du 2e arrondissement de Paris

Logo de la mairie de Paris Centre.

La mairie du 2e arrondissement de Paris est le bâtiment qui hébergeait les services municipaux du 2e arrondissement de Paris, en France.

## Situation et accès
La mairie du 2e arrondissement est située au no 8 rue de la Banque.

## Historique

### La mairie de l'ancien3earrondissement
Le bâtiment a été conçu par l'architecte Alphonse-François-Joseph Girard et construit à partir de la fin 1848. À l'origine, il abrite la mairie du 3e arrondissement, les anciens arrondissements de Paris n'ayant pas le même découpage qu'actuellement avant l'extension de la capitale française en 1860. Les services municipaux du 2e arrondissement s'y installent après cette date.
L'architecte Paul Lelong est chargé du percement de la rue de la Banque qui est effectué en 1844. On le charge également de la construction des bâtiments publics qui devaient la border : l'Hôtel du Timbre et de l'enregistrement, la caserne des Gardes de Paris et la mairie du 2e arrondissement, mais il meurt en 1846 sans avoir terminé son travail. Ceux-ci seront achevés par d'autres architectes, tel son collaborateur, Girard, qui se charge de finir la mairie entre 1847 et 1852.
À l'intérieur du bâtiment, la salle de mariage a été réalisée par Charles-Gustave Huillard (1828-1893), élève de Victor Baltard. Les peintures de la salle ont été exécutées par le peintre Georges Moreau de Tours.
La mairie est partiellement inscrite (façade, toiture, vestibule, salle des mariages) au titre des monuments historiques par arrêté du 7 mai 1982.

### Le résistant Jacques Bidaut
Le 16 novembre 1943, la gestapo vient arrêter, sur dénonciation, Jacques Bidaut, secrétaire général de la mairie. Celui-ci fournissait des faux papiers, tickets de rationnements, documents officiels vierges à divers groupes de résistants. Il meurt au camp de Neuengamme, le 4 décembre 1944. Un square du 2e arrondissement porte son nom au 18, rue de la Lune.

### Création du secteur Paris Centre
Le 11 juillet 2020 est créé le secteur Paris Centre, regroupant les quatre arrondissements centraux de Paris. Conformément aux résultats d'une votation citoyenne, la mairie du 3e arrondissement devient la mairie du secteur. La mairie du 2e arrondissement est amenée à devenir la maison des services sociaux du centre de Paris.